# Наташа (фильм, 2015)
«Наташа» (англ. Natasha) — канадский драматический фильм, премьера которого состоялась в 2015 году, после чего он вышел в прокат в Канаде в 2016 году и в США в 2017 году. Фильм поставил Дэвид Безмозгис на основе рассказа из его же сборника 2004 года «Наташа и другие рассказы».

## Сюжет
Марк Берман, мечтательный канадский подросток из еврейской семьи в Торонто, завязывает роман с Наташей, дочерью новой жены его дяди Фимы, с которой тот познакомился по переписке. По ходу возникают конфликты, в ходе которых Марк узнаёт шокирующие детали о своих новых знакомых.

## В ролях
- Алекс Озеров — Марк Берман
- Саша Гордон — Наташа
- Лола Таш — Яна
- Эйдан Шипли — Руфус
- Дина Дезмари — Белла
- Павел Цитринель — Мейер
- Мила Канев — Дора
- Алла Кадыш — Фаина
- Игорь Овадис — дядя Фаины
- Сергей Котеленец — Гена
- Джон Мавро — Дэниел
- Джонатан Пурдон — старший сотрудник бассейна
- Гриша Пастернак — Вадим
- Джошуа Тейшейра — 1-й ребёнок
- Кайлон Хауэлл — 2-й ребёнок

## Производство
В эпизодической роли в фильме снялась известная ведущая канадского русскоязычного радио Алла Кадыш.
Хотя действие оригинального рассказа происходило в 1980-х годах, для экранизации Безмозгис перенёс действие в 2010-е, чтобы дать в фильме место современным технологиям, таким, как Интернет.

## Релиз
Премьера фильма состоялась на Бостонском еврейском кинофестивале в ноябре 2015 года; он также был показан на нескольких других кинофестивалях, прежде чем в мае 2016 года он был выпущен в общий коммерческий прокат в Канаде.

## Награды
Фильм получил две номинации на премию Canadian Screen Award на 5-й церемонии вручения наград Canadian Screen Awards в 2017 году за лучшую женскую роль (Гордон) и лучший адаптированный сценарий (Безмозгис).

## Реакция
«Наташа» получила 100-процентную оценку «чрезвычайно свежо» на основе 11 критических отзывов на Rotten Tomatoes со средней оценкой 7,21/10. На основании 6 критиков на Metacritic «Наташа» имеет рейтинг 76 из 100, что указывает на «в целом положительные отзывы».